# Богорош Олександр Терентійович
Олександр Терентійович Богорош (нар. 3 січня 1946, м. Майкоп Краснодарського краю, РСФСР) — український науковець, фахівець у галузі фізики твердого тіла, хімії, фізико-хімічної механіки, тепло- і масообміну. Доктор технічних наук, професор кафедри прикладної фізики Фізико-технічного інституту НТУУ «КПІ», викладач-дослідник НТУУ «КПІ».
Член спеціалізованих наукових рад Інституту фізики напівпровідників НАН України, Центру досліджень наукового потенціалу та історії науки України ім. Г. М. Доброва НАН України та Національного технічного університету України «КПІ».
Підготував двох кандидатів наук.

## Освіта
- 1964—1969 — механічний факультет Київський технологічний інститут харчової промисловості за спеціальністю «Машини і апарати — група конструкторів»
- 1972—1975 — аспірантура КТІХП,
- 1975 — заочна аспірантура Московського державного університету ім. М. В. Ломоносова (геологічний факультет, на кафедрі кристалографії, завідувача відділом кристалохімії в Інституті кристалографії ім. А. В. Шубнікова АН СРСР, академіка Бєлова М. В.) та ІКАН.
- 1975 — заочна докторантура на кафедрі ХПСМ КПІ, д.т.н., проф. Ігоря Федоткіна
- 1977 — захист кандидатської дисертації
- 1982 — закінчив механіко-математичний факультет Київський державний університет імені Тараса Шевченка
- 1989 — захист докторської дисертації

## Кар'єра
- 1962 — після закінчення 7 класів в неповні 15 років пішов працювати слюсарем на Капустянський цукровий завод Вінницької області.
- 1969—1972 — механік, інженер-конструктор, заступник головного інженера заводу.
- 1970—1971 — військова служба.
- 1972—1975 — молодший науковий співробітник.
- 1975—1987 — державний інспектор вищої школи Міністерства середньої та вищої спеціальної освіти України та МВССО СРСР і сумісник-викладач:
  - асистент кафедри ХПСМ КПІ,
  - старший викладач КАДІ, КТЕІ, КТІХП, Київського вищого інженерно-танкового та Командного військового училищ МО СРСР.
- 1987—1992 — завідувач відділом Міністерства нафтової промисловості СРСР, що дозволило впровадити особисті винаходи на суднах і понад 100 берегових об'єктах Росії (від Владивостока до Москви і Краснодара), Японії, Китаю, Сінгапуру, Італії, Польщі і Угорщини. На запрошення читав окремі лекції у сфері особистих досліджень в університетах Харбіну і Муданьдзяну (Китай), Вінченце (Італія), Лодзі і Варшави (Польща) та Оксфорду (Велика Британія), у Далекосхідному політехнічному інституті (Владивосток), де у 1992 р. обраний чл.-кор. ДСВ АН СРСР, і Московському інституті тонкої хімічної технології.
- З 1996 — працював у Міністерстві України з питань науки і технологій (реорганізовано у Держкомітет з науки і техніки, а далі — в Міністерство освіти і науки України) завідувачем та головним співробітником відділу міжнародного науково-технічного співробітництва з країнами СНД і Балтії.
- 2007 — перейшов з кафедри біоінженерії Факультету біотехнологій НТУУ «КПІ», як обраний по конкурсу на 5 років на посаду професора кафедри прикладної фізики Фізико-технічного інституту НТУУ «КПІ».

Член спеціалізованих вчених рад Інституту фізики напівпровідників НАН України, Центру досліджень наукового потенціалу та історії науки України ім. Г.М. Доброва НАН України та КПІ ім. І.Сікорського.
Впроваджував особисті винаходи на суднах та берегових об’єктах різних країн (Росії, Японії, Китаю, Сінгапуру, Італії, Польщі та Угорщини); на запрошення читав лекції у сфері особистих досліджень в університетах Харбіну і Муданьдзяну (Китай), Вінченце (Італія), Лодзі і Варшави (Польща) та Оксфорду (Велика Британія), у Далекосхідному політехнічному інституті (Владивосток) і Московському інституті тонкої хімічної технології; працював у Міністерстві освіти і науки України, де опікувався питаннями міжнародного науково-технічного співробітництва з країнами СНД і Балтії.
У різні роки довелося співпрацювати з академіками АН СРСР Н. В. Біловим, В. А. Бабешком, Ж. І. Алфьоровим, НАН України Б. Є. Патоном, І. К. Походнею, В. І. Толубинським, О. С. Повареним, Л. А. Кульським, В. В. Скопенком, В. П. Семиноженком, М. З. Згуровським, Б. С. Стогнієм, А. П. Шпаком, М. Г. Находкіним, А. Г. Наумовцем, а також з членами-кореспондентами РАН В. О. Малюсовим і І. В. Меліховим, професорами І. М. Федоткіним, І. С. Гулим, Б. А. Маліцьким, В. П. Соловйовим, Ю. О. Храмовим, В. П. Ройзманом (Україна), Майклом М. Редді, Едісоном Л. Севеллом (США), Дж. Мурманом (Велика Британія), Єжи Вижиковським (Польща), Кен Тєрао (Японія), Сепеши Ласло (Угорщина), Фан Лі Бінем (Китай), Гансом Х. Хорстом (ФРН), К. Классоном (Швеція), Альгімантасом Бубулісом (Литва), В. М. Соколом (Ізраїль) та багатьма іншими, у т.ч. при виконанні фундаментальних досліджень з кінетики кристалізації полікомпонентних систем, проведенні системного аналізу результатів, прогнозуванні технології отримання матеріалів із заданими властивостями для різних прикладних задач у різних галузях виробництва

## Наукові інтереси
- Комплексні фізико-хімічні методи досліджень полікомпонентних і гетерогенних систем,
- Комплексони і комплексонати.
- Кінетика кристалізації і перекристалізації органічних і неорганічних кристалів.
- Фазові перетворення в твердих тілах.
- Структура і властивості твердих тіл (кристалографічні і наноструктурні аспекти).
- Ефекти пам'яті водних розчинів і режимних (технологічних) факторів, пов'язаних з фазовими перетвореннями у твердих тілах.
- Міграція атомних кластерів.
- Напилення плівок з тугоплавких наночасток і сумішей елементів.
- Фуллерени і нанотрубки.
- Нанофізика і наноелектроніка.
- Дешифровка об'єктів на відстані.
- Хвильові ефекти від галактики до полікристала твердого тіла.
- На основі фізичних моделей, завдяки тому, що природа єдина, розроблено й опубліковано в «Стратегічній панорамі» математичні моделі соціально-економічних процесів із прогнозуванням ринкових показників України на 10 років уперед, де також виявлено пріоритетні напрями міжнародного співробітництва в умовах сучасних ринкових відносин.[1]

## Громадська робота
- В 1997 на засіданні Міждержавної науково-технічної ради країн СНД був обраний керівником робочої групи МНТР, яку очолював.
- Був консультантом Комітету з питань освіти і науки Верховної Ради України 5 та 6 скликання.
- У 1999 обраний експертом і членом робочої групи з питань науково-технічного співробітництва країн-учасниць ОЧЕС та НАТО.

## Наукові праці
Має близько 570 наукових праць, в тому числі третина за кордоном).

## Скандали
в 2011 році студент КПі написав статтю на «Форум працівників МВС України» про те, що Богорош О. Т. використовує працю своїх студентів, видаючи її за свою.
13.04.2016 у вагоні метро усівся «на руки» молодій дівчині (мабуть дуже хотів сісти), на зауваження з боку інших пасажирів почав прилюдно нецензурно виражатися.

## Виноски
1. ↑  Національний технічний університет України "Київський політехнічний інститут імені Ігоря Сікорського". Архів оригіналу за 1 грудня 2017.
2. ↑  kpi.ua [Архівовано 18 грудня 2010 у Wayback Machine.] Богорош Олександр Терентійович [Викладачі-дослідники]
3. ↑  Как лучше указать зажравшемуся на его место?. police-ua.com. Архів оригіналу за 5 травня 2016. Процитовано 13 квітня 2016. [Архівовано 2016-05-05 у Wayback Machine.]
4. ↑  Mari  Lutsenko - Хочу сделать знаменитостью этого... | Facebook. www.facebook.com. Процитовано 13 квітня 2016.